# Badia Kvichak
La badia Kvichak (en anglès Kvichak Bay) és una petita badia, d'uns 80 quilòmetres de llarg per 40 d'ample, que es troba al nord de la badia de Bristol, a l'estat d'Alaska, Estats Units, un allargat entrant de l'oceà a l'est del mar de Bering. En ella hi desguassen els rius Kvichak i Naknek.